# 馬場八左衛門
馬場 八左衛門（ばば はちざえもん）は、戦国時代から江戸時代前期にかけての武将。甲斐武田氏の家臣である甲斐河内領の国衆・穴山氏の家臣。父は馬場彦尉か。諱は忠時（ただとき）。

## 生涯
『甲陽軍鑑』では穴山衆の有力者として名が見られるが、穴山氏時代の事績は一切史料に見られず、不明。

### 甲州征伐後
武田氏の滅亡後、穴山氏は当主の勝千代が天正15年（1587年）に死去すると、徳川家康の五男・万千代（武田信吉）が武田氏を継承し、八左衛門は万千代を補佐した。初見文書は「新編甲州古文書」に含まれる天正17年（1589年）推定丑9月9日付の連署状で、穴山衆の某に対して、万沢・穂坂両氏とともに駿府城の警護を務めることを指示している。

### 下総国時代
天正18年（1590年）に徳川氏は関東へ転封されると武田信吉は下総国小金へ移り、八左衛門も随行している。「新編相州古文書」によれば、下総時代の禁制などに万沢氏らと連署で八左衛門の名が見られる。

### 水戸藩筆頭家老時代
慶長7年（1602年）11月、信吉が常陸国水戸藩25万石に移ると、八左衛門は筆頭家老として万沢・帯金・河方・佐野の諸氏とともに2000石を与えられている。『慶長年録』『徳川実紀』によれば、慶長8年（1603年）に信吉が早世すると、八左衛門は万沢・帯金氏とともに家中を専断し、奉行衆の芦沢氏らと対立したという。慶長9年（1604年）1月に家康により八左衛門は改易となり、相模国小田原藩主・大久保忠隣に預けられた。

### その後
『慶長年録』『徳川実紀』によれば、慶長18年（1613年）12月6日、相模中原において、駿府に戻る途中の家康に対して大久保忠隣が謀反を企んでいる旨の駕籠訴をした（当時の駕籠訴はまだ法度化されていなかった）。この訴えにより、慶長19年（1614年）1月に大久保忠隣は改易となり、さらに大久保長安事件の端緒を開いたとされる。『徳川実紀』によれば駕籠訴の時点で80歳余りだったというが、その後の事績は不明。
『成慶院過去帳』によれば、八左衛門の娘（法名：梅心妙意禅定尼）は甲斐在国時代に死去したとされ、慶長9年3月11日には八左衛門が高野山で供養を行っている。